# Eugène Chevandier de Valdrôme

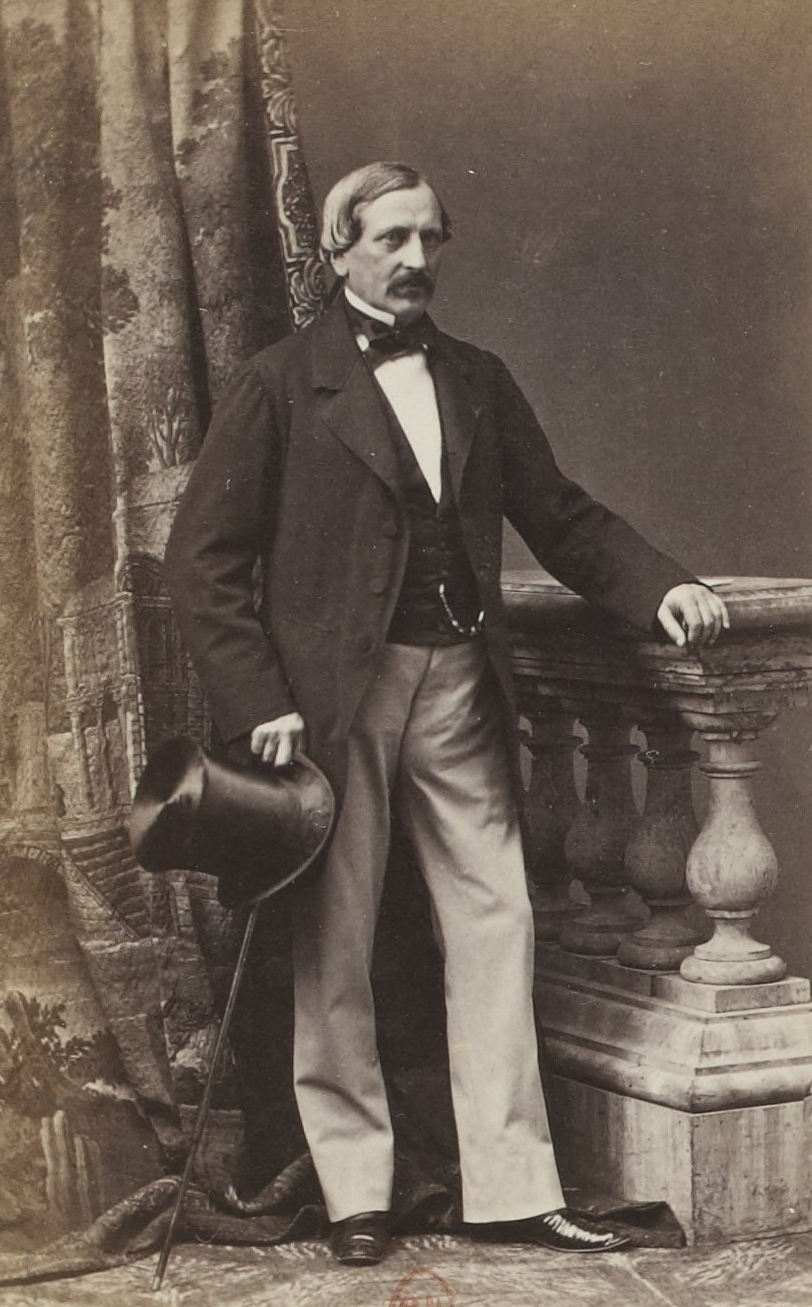
Eugène Chevandier de Valdrome

Jean-Pierre Napoléon Eugène Chevandier de Valdrôme (* 15. August 1810 in Saint-Quirin, Département Meurthe; † 2. Dezember 1878 im Département Meurthe-et-Moselle) war ein französischer Unternehmer und Politiker.

## Leben
Er besuchte die Zentralschule für Künste und Manufakturen und wurde Direktor der großen Spiegelmanufaktur in Cirey-les-Forges (Cirey-sur-Vezouze) bei Saarburg.
Er war Mitglied des Generalrats für den Kanton Lorquin, Mitglied der Societe Agriculture und ab 1857 korrespondierendes Mitglied der Pariser Akademie.
1859 ging er in die Politik. Bei Eröffnung der Session vom Juni 1869 beteiligte er sich an der Interpellation der 116 von der Mittelpartei, wodurch der Rouherschen Diktatur ein Ende gemacht werden sollte. Am 2. Januar 1870 trat er in das neugebildete liberale Ministerium Ollivier und übernahm das Ministerium des Innern. Bei dem Plebiszit vom 8. Mai 1870 trieb er das Volk zur Abstimmung. Am 10. August 1870 gab er mit den übrigen Mitgliedern des Ministeriums Ollivier seine Entlassung und zog sich in das Privatleben zurück.